# Triều Tiên bát đạo
Về mặt địa lý hành chính, dưới thời Nhà Triều Tiên, Triều Tiên được chia thành 8 đạo (do; 도; 道, Hán Việt: đạo). Ranh giới của 8 đạo hầu như được giữ nguyên trong suốt năm thế kỷ từ năm 1413 đến 1895, và là cơ sở để tạo thành các đơn vị hành chính, phương ngữ và các đặc tính vùng hiện nay trên Bán đảo Triều Tiên. Tên gọi của cả tám đạo đều được lưu giữ cho đến ngày nay bằng cách này hay cách khác.

## Lịch sử

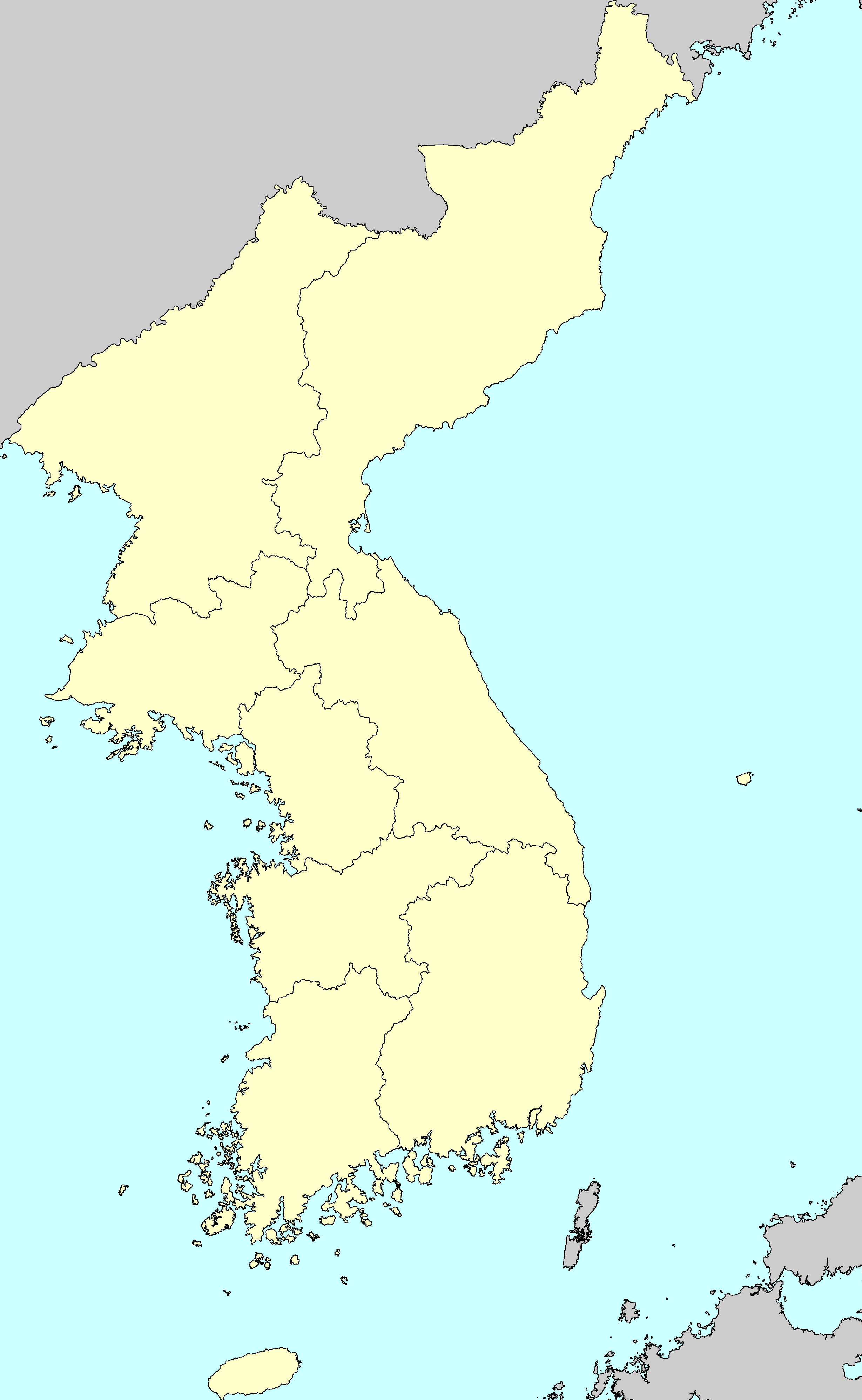
Bát đạo Triều Tiên

### Trước năm 1895
Năm 1413 (năm Thái Tông thứ 13), biên giới đông bắc của Triều Tiên được mở rộng tới sông Đồ Môn. Đất nước được tái tổ chức thành 8 đạo: Chungcheong, 
Gangwon, Gyeonggi, Gyeongsang, Jeolla, P'unghae (đổi tên Hwanghae năm 1417), P'yŏngan, và Yŏnggil (cuối cùng đổi tên thành Hamgyŏng vào năm 1509).

### Các châu 1895-96
Trong suốt 500 năm, hệ thống 8 tỉnh hầu như được giữ nguyên. Năm 1895 (năm Cao Tông thứ 32), hệ thống này bị bãi bỏ. Vào ngày 26 tháng 5 trong Cải cách Giáp Ngọ, đất nước được chia lại thành 23 châu.

### Phục hồi năm 1896
Hệ thống 8 đạo cũ được phục hồi, 5 trong số đó (Chungcheong, Gyeongsang, Jeolla, Hamgyŏng, và P'yŏngan) được chia đôi, nâng số đạo lên thành 13. Hệ thống này kéo dài cho đến hết thời kỳ Đế quốc Đại Hàn (1897–1910) và trong thời kỳ bị Nhật Bản đô hộ. Sau năm 1945, các thành phố đặc biệt và khu tự trị đã được thành lập và đóng vai trò như những đơn vị hành chính mới tại cả hai miền nam bắc Triều Tiên.

## Ý nghĩa văn hóa
Bản đồ bát đạo Triều Tiên 

Đạo

Đại đô hộ phủ/Phủ

Mục

Đô hộ phủ
Ranh giới giữa 8 đạo hầu hết đều đi theo sông suối, các dãy núi các ranh giới tự nhiên khác và do đó có sự tương ứng với phương ngữ và văn hóa địa phương. Tại bán đảo Triều Tiên hiện nay sự khác biệt về vùng vẫn còn được thể hiện.

## Phân vùng hành chính

### Nhà Triều Tiên
Tên của tám đạo không giống nhau, cho đến cuối nhà Triều Tiên gồm các đạo sau
- Giang Nguyên Đạo (thủ phủ: Giang Lăng)
  - Đại đô hộ phủ: Giang Lăng;
  - Mục: Nguyên Châu;
  - Đô hộ phủ: Hoài Dương, Tương Dương, Xuân Xuyên, Thiết Nguyên, Tam Trắc, Ninh Việt, Y Xuyên;
  - Quận: Bình Hải, Thông Xuyên, Tinh Thiện, Cao Thành, Can Thành, Bình Xương;
  - Huyện (lệnh): Kim Thành, Úy Trân, Thiệp Cốc;
  - Huyện (giám): Bình Khang, Kim Hoa, Lang Xuyên, Hồng Xuyên, Dương Khẩu, Lân Đề, Hoành Thành, An Hiệp;
  - Dịch đạo: Bình Lăng đạo, Tường Vân đạo, Bảo An đạo, Ngân Khê đạo.
- Kinh Kỳ Đạo (thủ phủ: Quang Châu)
  - Phủ： Quang Châu;
  - Mục： Ly Châu, Pha Châu, Dương Châu;
  - Đô hộ phủ： Phú Bình, Nam Dương, Lợi Xuyên, Nhân Xuyên, Trường Thoan, Thông Tân, Kiều Động, Trúc Sơn, Thủy Nguyên;
  - Quận：Dương Căn, An Sơn, Sóc Ninh, An Thành, Ma Điền, Cao Dương, Kim Bồ, Giao Hà, Gia Bình, Vĩnh Bình;
  - Huyện (lệnh)： Long Nhân, Chấn Uy, Dương Xuyên, Thủy Hưng, Câm Xuyên;
  - Huyện (giám)： Chỉ Bình, Bão Xuyên, Tích Thành, Quả Xuyên, Liên Xuyên;
  - Dịch đạo: Trọng Lâm đạo, Khánh An đạo, Đào Nguyên đạo, Nghênh Thự đạo, Lương Tài đạo, Bình Khâu đạo;
  - Độ (tân)： Bích Lan, Hán Giang, Lâm Tân, Lộ Lương, Lạc Hà, Tam Điền, Dương Hoa.
- Khánh Thượng Đạo (Thủ phủ: Khánh Châu)
  - Phủ: Khánh Châu;
  - Đại đô hộ phủ: An Đông, Xuyên Nguyên；
  - Mục: Thượng Châu, Tấn Châu, Tinh Châu;
  - Đô hộ phủ: Đại Khâu, Kim Hải, Ninh Hải, Mật Dương, Thiện Sơn, Thanh Tùng, Úy Sơn, Đông Lai, Cự Tế, Cư Xương, Hà Đông, Nhân Đồng, Thuận Hưng, Tất Cốc;
  - Quận: Thiểm Xuyên, Thảo Khê, Thanh Đạo, Vĩnh Xuyên, Lễ Tuyền, Vinh Xuyên, Hưng Hải, Lương Sơn, Hàm An, Kim Sơn, Cơ Phong, Côn Dương, Hàm Dương.

## Tên gọi
Tên gọi các đạo xuất phát từ địa dành thời Tân La, thường do hai chữ đầu ghép lại, trừ Kinh kỳ đạo
| Tên đạo      | Xuất xứ tên gọi                              | Tên vùng cũ | Hiện tại                                                            |
| ------------ | -------------------------------------------- | ----------- | ------------------------------------------------------------------- |
| Kinh Kỳ      | Theo nguyên nghĩa tiếng Hán: thủ đô quốc gia | Kỳ Điện     | Seoul Incheon Gyeonggi Một phần của Hwanghae Bắc                    |
| Trung Thanh  | Trung Châu＋Thanh Châu                       | Hồ Tây      | Chungcheong Bắc Daejeon Chungcheong Nam                             |
| Khánh Thượng | Khánh Châu＋Thượng Châu                      | Lĩnh Nam    | Daegu Gyeongsang Bắc (không tính Uljin) Busan Ulsan Gyeongsang Nam  |
| Toàn La      | Toàn Châu＋La Châu                           | Hồ Nam      | Jeolla Bắc Jeolla Nam Gwangju Jeju (tỉnh)                           |
| Giang Nguyên | Giang Lăng＋Nguyên Châu                      | Quan Đông   | Gangwon (Hàn Quốc) Kangwon (Bắc Triều Tiên) không tính Wonsan Uljin |
| Bình An      | Bình Nhưỡng＋An Châu                         | Quan Tây    | Pyongan Bắc Pyongan Nam Chagang Bình Nhưỡng                         |
| Hoàng Hải    | Hoàng Châu＋Hải Châu                         | Hải Tây     | Hwanghae Bắc (không tính Kaesong) Hwanghae Nam Một phần của Incheon |
| Hàm Kính     | Hàm Hưng＋Kính Thành                         | Quan Bắc    | Rason Hamgyong Bắc Ryanggang Hamgyong Nam Wonsan                    |